# Louis Tomlinson
Louis William Tomlinson (nacido Louis Troy Austin; Doncaster, Reino Unido; 24 de diciembre de 1991) es un cantante y compositor británico. Inició su carrera como miembro de la boy band One Direction, a la cual fue incluido tras audicionar en The X Factor. La agrupación llegó a la final del programa y quedaron en el tercer lugar. Aunque no ganaron, Cowell pagó un contrato para que firmasen con el sello discográfico Syco. Tras ello, lanzaron los álbumes Up All Night (2011), Take Me Home (2012), Midnight Memories (2013), Four (2014) y Made in the A.M. (2015), los cuales alcanzaron la primera posición en las listas de los más vendidos en numerosos países, entre estos los Estados Unidos y el Reino Unido, además de registrar altas ventas.
Luego de que One Direction anunciara un descanso indefinido en 2016, Tomlinson se lanzó como solista publicando los éxitos «Just Hold On» con Steve Aoki y «Back to You» con Bebe Rexha, hasta que finalmente publicó su álbum debut Walls el 31 de enero de 2020. Asimismo, volvió a The X Factor en su décima quinta temporada como mentor.

## Biografía y carrera musical

### 1991-2010: primeros años y audición enThe X Factor
Louis Tomlinson nació el 24 de diciembre de 1991 en Doncaster, Reino Unido, bajo el nombre de Louis Troy Austin. Es hijo de Troy Austin y Johannah Poulston (1973-2016) y medio-hermano mayor de Charlotte "Lottie", Félicité "Fizzy" (2000-2019) y las gemelas Phoebe y Daisy (producto del matrimonio de su madre con Mark Tomlinson) y Ernest y Doris (gemelos nacidos en 2014 producto de su matrimonio con Daniel Deakin). En una entrevista con Daily Record, su madre explicó que se separó de Troy Austin cuando Louis era joven, así que adoptó el apellido de su en aquel entonces padrastro, Mark Tomlinson. Tiene otra medio-hermana llamada Georgia Austin, hija de su padre biológico.
Cuando Louis tenía 11 años, obtuvo un papel de extra en la película dramática de ITV, Fat Friends. A raíz de esto, comenzó a asistir a una escuela de actuación en su tiempo libre. También asistió a The Hayfield School, pero se retiró luego de no pasar su primer año en nivel avanzado. Posterior a esto, trabajó en un local de cine y fue mesero en el Doncaster Rovers Football Club. Louis audicionó en The X Factor con una versión de la canción «Hey There Delilah» de Plain White T's y avanzó a la siguiente etapa.

### 2010-2015: One Direction

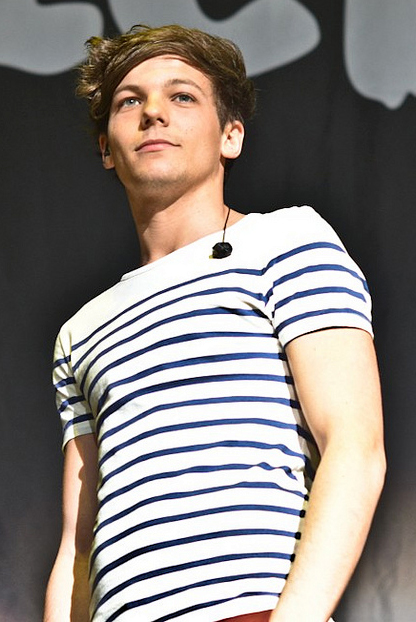
Louis en marzo de 2012.

Tras audicionar para The X Factor, la jueza Nicole Scherzinger sugirió que Louis formase parte de un grupo llamado One Direction junto con Harry Styles, Zayn Malik, Niall Horan y Liam Payne. La creación del grupo se hizo realidad y los cinco fueron apadrinados por Simon Cowell. Durante la competencia, la banda interpretó distintos temas como «My Life Would Suck Without You» de Kelly Clarkson y «Total Eclipse of the Heart» de Bonnie Tyler, lo que los convirtió en uno de los favoritos para ganar el concurso. Sin embargo, quedaron en el tercer lugar, detrás de Rebecca Ferguson y el ganador Matt Cardle. A pesar de no haber ganado, Cowell pagó un contrato de dos millones de libras para que One Direction firmara con el sello discográfico Syco.
En 2011, lanzaron su primer álbum de estudio, Up All Night. Este debutó en el número uno del Billboard 200, lo que convirtió a One Direction en el primer grupo británico que hace debutar su primer álbum de estudio en el número uno. Su primer sencillo, «What Makes You Beautiful», alcanzó el número uno en Irlanda, México y el Reino Unido. Los sencillos posteriores, «Gotta Be You», «One Thing» y «More than This», contaron con un éxito moderado, siendo exitosos en algunos países, pero fracasos en otros. Para promocionar el disco, se embarcaron en el Up All Night Tour y sacaron un DVD de la gira, llamado Up All Night: The Live Tour.
En noviembre de 2012, lanzaron su segundo álbum, Take Me Home. Este contó con una recepción mejor a la de Up All Night, ya que llegó al número uno en el Reino Unido, siendo el primer disco del quinteto que lo logra. También alcanzó el primer puesto en Australia, Canadá, los Estados Unidos, Irlanda y Nueva Zelanda. Los dos primeros sencillos de este disco, «Live While We're Young» y «Little Things», tuvieron una buena recepción. El primero, alcanzó el primer puesto en Irlanda y Nueva Zelanda, mientras que el segundo llegó al primer puesto en el Reino Unido. El tercer y último sencillo, «Kiss You», fracasó en ventas en la mayoría de los países y no logró posiciones destacadas en comparación con los dos lanzamientos previos de One Direction. Por otra parte, juntos iniciaron su segunda gira Take Me Home Tour, que recorrió cuatro continentes de todo el mundo y además parte de ella fue grabada para su primera película documental dirigida por Morgan Spurlock, llamado This is Us.
En otras actividades, realizaron un mezcla de «One Way or Another» de Blondie y «Teenage Kicks» de The Undertones llamada «One Way or Another (Teenage Kicks)», con el fin de ayudar a recaudar fondos para la organización Comic Relief.
El tercer álbum de estudio de la banda Midnight Memories se lanzó el 25 de noviembre de 2013. Fue el álbum más vendido en todo el mundo en 2013 con 4 millones de copias vendidas en todo el mundo. «Best Song Ever», el sencillo principal del álbum se convirtió en la canción más exitosa de One Direction en Estados Unidos. Tras el lanzamiento del álbum, el grupo se embarcó en la gira Where We Are. En noviembre de 2014, One Direction lanzó su cuarto álbum Four que incluiría los sencillos «Steal My Girl» y «Night Changes», ambas canciones alcanzaron la certificación de platino en Estados Unidos. En febrero de 2015, la banda se embarcó en la gira On The Road Again, tocando en Australia, Asia, África, Europa y América del Norte. En noviembre de 2015, se lanzó su quinto álbum Made in the AM, liderado por los sencillos «Drag Me Down» y «Perfect». Tras el lanzamiento del álbum, el grupo comenzó una pausa indefinida.

### 2016-presente: Como solista
Tomlinson apareció en The X Factor en 2015, como juez invitado junto a Simon Cowell. Ese mismo año, creó su propio sello discográfico, Triple Strings Ltd. Tomlinson lanzó «Just Hold On» una colaboración con el DJ estadounidense Steve Aoki el 10 de diciembre de 2016. El sencillo debutó y alcanzó la segunda posición en el UK Singles Chart y alcanzó el número uno en el Billboard Dance/Electronic Digital Song Sales.
En julio de 2017, Tomlinson lanzó el sencillo «Back to You» junto a Bebe Rexha y Digital Farm Animals. La canción alcanzó el número ocho en la lista de singles del Reino Unido y el número cuarenta en la lista Billboard Hot 100. Más tarde, se anunció que Tomlinson había firmado un contrato discográfico con Epic Records. En octubre de 2017, Tomlinson lanzó un sencillo promocional «Just Like You» que alcanzó la posición noventa y nueve en las listas del Reino Unido. Después de eso, lanzó su segundo sencillo en solitario «Miss You» en diciembre de 2017.
El 17 de julio de 2018, se anunció que sería juez junto a Simon Cowell, Robbie Williams y Ayda Field en la decimoquinta temporada de The X Factor. En febrero de 2019, se anunció que Tomlinson había firmado con Arista Records; su primer lanzamiento bajo su nueva discográfico fue la pista «Two of Us» estrenada el 7 de marzo de 2019. La canción trata sobre su madre Johannah Deakin, quien murió de leucemia en diciembre de 2016. El 5 de septiembre de 2019 estrenó «Kill My Mind». Lindsey Smith de iHeartRadio describió la canción como una «pista influenciada por el punk con guitarras pesadas y batería», y pensó que «realmente muestra su talento y habilidad para interpretar diferentes géneros sin esfuerzo».
El 23 de octubre de 2019 Tomlinson anunció su primer álbum de estudio Walls en un video publicado en las redes sociales, diciendo que estaba «realmente aliviado de estar finalmente de regreso» y agradeció a los fanáticos por su paciencia.
En 2022 confirma que en noviembre de 2022 saldrá su segundo álbum en solitario llamado "Faith in the Future", que será lanzado el 11 de noviembre de este año. El 9 de noviembre de 2022, lanzó "Silver Tongues", sencillo de su segundo álbum en solitario.

## Vida personal e influencias
Mantuvo una relación intermitente con Eleanor Calder, una entonces estudiante de la Universidad de Mánchester, desde 2011 a 2015. A principios de 2017, retomó su relación con ella. Sin embargo, terminaron en 2022.
El 21 de enero de 2016 nació su hijo Freddie Reign, producto de su breve relación con Briana Jungwirth.
Desde la creación de One Direction, la amistad de Tomlinson con su compañero Harry Styles dio lugar a un bromance apodado «Larry Stylinson». En 2012 y respecto al tema, Tomlinson declaró que al principio era algo divertido, pero que en ese momento era difícil de tratar ya que se encontraba saliendo con Eleanor. También añadió que él y Harry son simplemente mejores amigos.
En una entrevista con la estación The Hits Radio, Louis aseguró que su modelo a seguir es Robbie Williams, y agregó que: «Tengo un icono musical masivo y ese es Robbie Williams. En realidad cantamos con él en The X Factor y fue absolutamente increíble».Su grupo favorito es The Fray y su canción «Look After You» del mismo grupo.

## Carrera futbolística
Después de impresionar en un partido benéfico en el Keepmoat Stadium en su ciudad natal de Doncaster para recaudar dinero para la caridad Madera Bluebell, le ofrecieron un contrato por el club de fútbol profesional Doncaster Rovers para ingresar en el club en condiciones no contractuales. El acuerdo fue negociado por Tomlinson para ser un jugador de desarrollo y participar en los juegos de reserva para evitar faltar en sus compromisos musicales con One Direction. Le dieron el dorsal número 28 de la temporada 2013-14. Tomlinson dijo que el movimiento: «Es increíble, realmente he sido un fanático enorme del fútbol durante mucho tiempo y crecí en Doncaster, he estado en un montón de juegos en el Keepmoat para ser parte del club, es increíble». El gerente Paul Dickov bromeó: «Se ha perdido la pretemporada y está teniendo unas vacaciones en los Estados Unidos, así que mejor que lo conseguimos por aquí muy pronto».
Tomlinson también es dueño del equipo pub Tres Herraduras, un equipo que utiliza para jugar.
Su debut como futbolista profesional se dio el 26 de febrero de 2014, en un partido para una organización de beneficencia local. Logró jugar 25 minutos del segundo tiempo.

## Discografía

### En solitario
- 2020: Walls
- 2022: Faith in the Future

### Con One Direction
| Álbumes de estudio - 2011: Up All Night - 2012: Take Me Home - 2013: Midnight Memories - 2014: Four - 2015: Made in the A.M. EP - 2011: Gotta Be You - 2012: More than This - 2012: iTunes Festival: London 2012 - 2012: Live While We're Young |

## Filmografía

### Cine
| Año  | Título                                        | Rol      | Notas                   |
| ---- | --------------------------------------------- | -------- | ----------------------- |
| 2013 | One Direction: This is Us                     | Él mismo | Documental              |
| 2014 | One Direction: Where We Are, The Concert Film | Él mismo | Documental de concierto |

### Televisión
| Año        | Título                               | Rol                           | Notas                         |
| ---------- | ------------------------------------ | ----------------------------- | ----------------------------- |
| 2006       | If I Had You                         | Niño que encuentra el cadáver | Película televisiva           |
| 2012       | ICarly                               | Él Mismo                      | Episodio: "iGo One Direction" |
| 2016       | Padre de familia                     | Él Mismo                      | Episodio: "Run, Chris, Run"   |
| 2018       | The X Factor (Reino Unido)           | Juez                          | Edición XV                    |
| 2015, 2019 | The Late Late Show with James Corden | Él Mismo                      | 2 episodios                   |
| 2022       | La Resistencia                       | Él mismo                      |                               |

## Premios y nominaciones
| Gala de premios            | Año  | Trabajo Nominado                | Categoría                          | Resultado | Ref.   |
| -------------------------- | ---- | ------------------------------- | ---------------------------------- | --------- | ------ |
| Radio Disney Music Awards  | 2017 | "Just Hold On" (con Steve Aoki) | Mejor Colaboración                 | Nominado  |        |
| Teen Choice Awards         | 2017 | "Just Hold On" (con Steve Aoki) | Mejor Colaboración                 | Ganador   | [ 73 ] |
| Teen Choice Awards         | 2017 | "Just Hold On" (con Steve Aoki) | Canción electrónica/dance          | Nominado  | [ 73 ] |
| Teen Choice Awards         | 2017 | Louis Tomlinson                 | Hombre más Atractivo               | Nominado  | [ 73 ] |
| BreakTudo Awards           | 2017 | Louis Tomlinson                 | Artista Nuevo Internacional        | Ganador   | [ 74 ] |
| MTV Europe Music Awards    | 2017 | Louis Tomlinson                 | Mejor actuación de Reino Unido     | Ganador   | [ 75 ] |
| IARA Awards                | 2018 | Louis Tomlinson                 | Mejor Artista Masculino            | Nominado  | [ 76 ] |
| IHeartRadio Music Awards   | 2018 | Louis Tomlinson                 | Mejor Solista Revelación           | Ganador   | [ 77 ] |
| Teen Choice Awards         | 2018 | Louis Tomlinson                 | Mejor Artista Masculino            | Ganador   | [ 78 ] |
| National Television Awards | 2019 | Louis Tomlinson                 | Mejor Juez de TV                   | Nominado  |        |
| Billboard Music Awards     | 2019 | Louis Tomlinson                 | Mejor Artista Social               | Nominado  |        |
| Teen Choice Awards         | 2019 | "Two of Us"                     | Mejor Sencillo (Artista Masculino) | Ganador   | [ 79 ] |
| BreakTudo Awards           | 2019 | Louies                          | Mejores Fans Internacionales       | Nominado  | [ 80 ] |

## Giras

#### Con One Dirction
- Up All Night Tour (2012)
- Take me Home tour (2013)
- Where we are tour (2014)
- On the road again (2015)

#### En solitario
- Louis Tomlinson World Tour (2020)